# Oussouri
L'Oussouri (chinois simplifié : 乌苏里江 ; chinois traditionnel : 烏蘇里江 ; pinyin : Wūsūlǐ Jīang ; en russe : Уссури) est une rivière d'Asie de l'Est affluent du fleuve Amour avec lequel elle forme une partie de la frontière entre la Russie et la Chine. Située en Russie dans le kraï de Khabarovsk et le kraï du Primorié et en Chine dans la province du Heilongjiang, elle a une longueur de 897 km et son bassin a une superficie de 193 000 km2. Ses eaux proviennent de la pluie (60 %), de la neige (30-35 %) et de sources souterraines.

## Géographie
L'Oussouri prend sa source à l'est-nord-est de Vladivostok, au sud du massif de Sikhote-Aline, chaîne de montagnes côtière située dans le kraï du Primorié. Sa source se situe à quelques kilomètres de la côte de la mer du Japon. Son cours se dirige d'abord vers l'intérieur des terres vers le nord. Une fois sortie du massif montagneux, la rivière reçoit les eaux de la rivière Soungatcha dont le cours délimite la frontière entre la Chine et la Russie. Le cours de l'Oussouri matérialise à son tour la frontière à partir de cette confluence. Plus loin, la rivière reçoit les eaux du Muling He, ruisseau Alien La ville de Khabarovsk, chef-lieu du krai de Khabarovsk, se trouve au confluent de l'Oussouri et de l'Amour.
L'Oussouri est connue pour ses inondations catastrophiques. Elle est gelée de novembre à avril.

## Affluents
- La Soungatcha
- Le Muling He
- Le Khor
- L'Arsenievka

## Faune
Plusieurs espèces de poissons y vivent : ombre, esturgeon, saumon, etc.

## Histoire
L'Oussouri fut le théâtre d'un début de conflit à la suite de la rupture sino-soviétique qui se traduisit par des incidents frontaliers le long de la rivière au mois de mars 1969, puis en août de la même année.

## Cinéma
La vallée de l'Oussouri est le théâtre d'une expédition russe représentée dans le film Dersou Ouzala (1975) du cinéaste japonais Akira Kurosawa. Le film relate sur base du récit autobiographique Dersou Ouzala, de Vladimir Arseniev (1921) l'amitié entre un autochtone sibérien (un Hezhen) et un topographe russe, Vladimir Arseniev, chargé par l'armée impériale russe de faire le relevé de terres alors encore inexplorées dans la vallée au début du XXe siècle.